# Добиаш, Осип Вячеславович
Осип (Иосиф) Вячеславович Добиаш (1853—1925) — педагог-филолог.

## Биография
Родился 28 февраля 1853 года[по какому календарю?] в Чехии, где окончил Карлов университет в 1877 году и следом за старшим братом Антоном приехал в Россию в качестве славянского стипендиата. После сдачи экзамена на звание учителя древних языков в русских гимназиях в апреле 1878 года был назначен преподавателем в состоящую при Нежинском историко-филологическом институте гимназию. С 17 октября 1878 года занял в этой гимназии должность наставника-руководителя по греческому языку. Впоследствии, 3 мая 1910 года, он был назначен директором гимназии. Преподавал классические языки в обоих учебных заведениях, был автором учебных пособий и филологических исследований в области греческого языка.
В связи с изменившейся политической ситуацией с корректировал учебные планы: в декабре 1917 года ввёл в программу обучения украинский язык и литературу, географию и историю Украины. В конце 1919 года оставил должность директора, но остался главой школьного совета — 18 декабря гимназию реорганизовали в 1-ю советскую школу 1-й и 2-й ступени. В 1921 и 1922 годах он руководил подготовительным отделением Нежинского института народного образования, созданного на основе института Безбородко.
Умер в 1925 году.